# ルドルフ＝ハインツ・ルッファー
ルドルフ＝ハインツ・ルッファー(ドイツ語: Rudolf-Heinz Ruffer、1920年1月7日 - 1944年7月16日)は、ドイツの軍人。最終階級は空軍大尉。

## 経歴
第二次世界大戦中、ルッファーは対地攻撃機で戦果を上げた。72両ものソ連戦車を撃破すると、その戦功により騎士鉄十字章が贈られた。
1944年7月16日、ルッファーは80両目の戦車を撃破したが、彼自身もソ連軍機の攻撃を受けた。その時搭乗していたHs 129は被弾、爆発し、彼は即死した。
ルッファーは大戦中Ju 87とHs 129に搭乗していたが、大部分の戦果をHs 129で上げている。

## 叙勲
- 鉄十字章
  - 二級鉄十字勲章1939年章
  - 一級鉄十字勲章1939年章
- ドイツ十字章
  - ドイツ十字章金章 (1944年3月20日)[1]
- 騎士鉄十字章
  - 騎士鉄十字章 (1944年6月9日)[2][3]